# Lớp Dương xỉ tòa sen
Lớp Dương xỉ tòa sen hay lớp Tòa sen (danh pháp khoa học: Marattiopsida) là một nhóm dương xỉ chỉ chứa một bộ với danh pháp Marattiales và một họ có danh pháp Marattiaceae.
Lớp Marattiopsida đã rẽ nhánh ra khỏi các nhóm dương xỉ khác từ rất sớm trong lịch sử tiến hóa của mình và hoàn toàn khác biệt với nhiều loại thực vật quen thuộc đối với những người ở khu vực ôn đới. Nhiều loài trong lớp này có thân rễ to, nhiều thịt và có các lá lược lớn nhất trong số các loài dương xỉ. Họ Marattiaceae là một trong số hai họ dương xỉ túi bào tử thật, nghĩa là túi bào tử được hình thành từ một nhóm tế bào chứ không phải túi bào tử mỏng (trong đó túi bào tử sinh ra từ một tế bào ban đầu).
Người ta công nhận 4 chi còn sinh tồn là Angiopteris, Christensenia, Danaea và Marattia nhưng phân tích di truyền/phát sinh chủng loài gần đây đã xác định rằng chi Marattia là cận ngành và chia nó làm 3 chi, với 2 chi mới là Eupodium và Ptisana. Lớp này cũng chứa nhiều chi đã tuyệt chủng chỉ còn hóa thạch như Psaronius, Asterotheca, Scolecopteris, Eoangiopteris, Qasimia, Marantoidea, Danaeites, Marattiopsis v.v.
Trong nhóm này, tán lá lược lớn có thể thấy ở chi Angiopteris (dương xỉ móng trâu), có nguồn gốc từ Australasia, Madagascar và châu Đại Dương. Các lá lược có thể dài tới 9 m như ở loài Angiopteris teysmanniana ở Java. Tại Jamaica loài Angiopteris evecta đã xâm nhập và thích nghi với điều kiện thổ nhưỡng ở đây. Nó bị coi là loài xâm hại. Loài cây này được Bligh, khi đó là đại úy hải quân của Hải quân Hoàng gia Anh, đưa từ Tahiti vào đây như là nguồn cung cấp lương thực cho các nô lệ và lần đầu tiên được trồng tại các khu vườn Castleton năm 1860. Từ đây, nó đã lan rộng ra khắp nửa phía đông của đảo này. Các tên gọi chi như Archangiopteris, Macroglossum, Protangiopteris, Protomarattia đều là đồng nghĩa của Angiopteris.
Một chi khác từ Đông Á là Christensenia, một loại dương xỉ kỳ dị với các lá lược tương tự như lá của dẻ ngựa. Tên gọi khoa học của loài Christensenia aesculifolia có nghĩa là lá dẻ ngựa Christensen. Christensen là họ của một nhà dương xỉ học nổi tiếng người Đan Mạch. Mặc dù kích thước tương đối nhỏ của thực vật trong chi này, nhưng khí khổng của Christensenia là lớn nhất đã biết trong giới thực vật.
Chi thứ ba, Danaea là đặc hữu của khu vực nhiệt đới Tân thế giới. Chúng có các lá lông chim kép với các lá chét mọc đối, là các loài có tính lưỡng hình, các lá sinh sản thu nhỏ lại hơn và được che phủ ở mặt dưới bằng các cụm túi bào tử lõm xuống.
Chi phổ biến nhất trong họ Marattiaceae là Marattia, có mặt trong khắp khu vực nhiệt đới, thông thường ở các cao độ lớn. Đây cũng là các loài dương xỉ lớn với các thân rễ hình cầu, nhưng các lá lược có thể là dạng lông chim kép tới 4 lần. Các túi bào tử hợp nhất thành các cấu trúc hai mảnh vỏ gọi là cụm túi bào tử. Marattia nghĩa hẹp được tìm thấy ở khu vực nhiệt đới Tân thế giới và Hawaii.
Chi Eupodium cũng là nhiệt đới Tân thế giới, với 3 loài. Nó có lá lược kép 2-5 lần, cụm túi bào tử hợp nhất (synangium) có cuống khác biệt và các râu trên các đoạn phiến lá phía xa. Sự phân chia phiến giảm dần về phía đỉnh lá lược. Các loài Eupodium thường chỉ ra một lá lược mỗi năm (đôi khi 2).
Chi Ptisana là nhiệt đới Cựu thế giới. Nó có lá lược kép 2-4 lần, với kích thước các lá lược có thể sánh với lá lược ở chi Angiopteris. Các đoạn tận cùng thường có khớp nối rõ nét nơi chúng đính vào. Các túi bào tử không có các khe môi như ở Marattia và Eupodium, còn các cụm túi bào tử hợp nhất bị chẻ sâu. Tên gọi của chi phát sinh từ sự tương tự của các cụm túi bào tử hợp nhất với hạt lúa mạch đã tách vỏ. Loài dương xỉ vua (Ptisana salicina = Marattia salicina) ở New Zealand và Nam Thái Bình Dương, được người Maori gọi là para cũng thuộc chi này. Đôi khi nó còn được gọi là dương xỉ khoai tây, do loài dương xỉ lớn của Australasia với thân rễ nhiều cùi thịt có thể ăn được đã từng được sử dụng như là nguồn cung cấp lương thực cho một số dân tộc bản địa.
Theo các nghiên cứu di truyền ở mức phân tử gần đây thì dường như nhóm dương xỉ túi bao tử thật này là nhóm có quan hệ chị em với mộc tặc (Equisetaceae).

## Các chi
Lớp này chứa 6 chi với khoảng 135 loài còn sinh tồn đã biết:
- Angiopteris - Dương xỉ móng trâu hay ráng hiền dực
- Christensenia
- Danaea
- Marattia - Dương xỉ tòa sen
- Eupodium
- Ptisana

## Hình ảnh

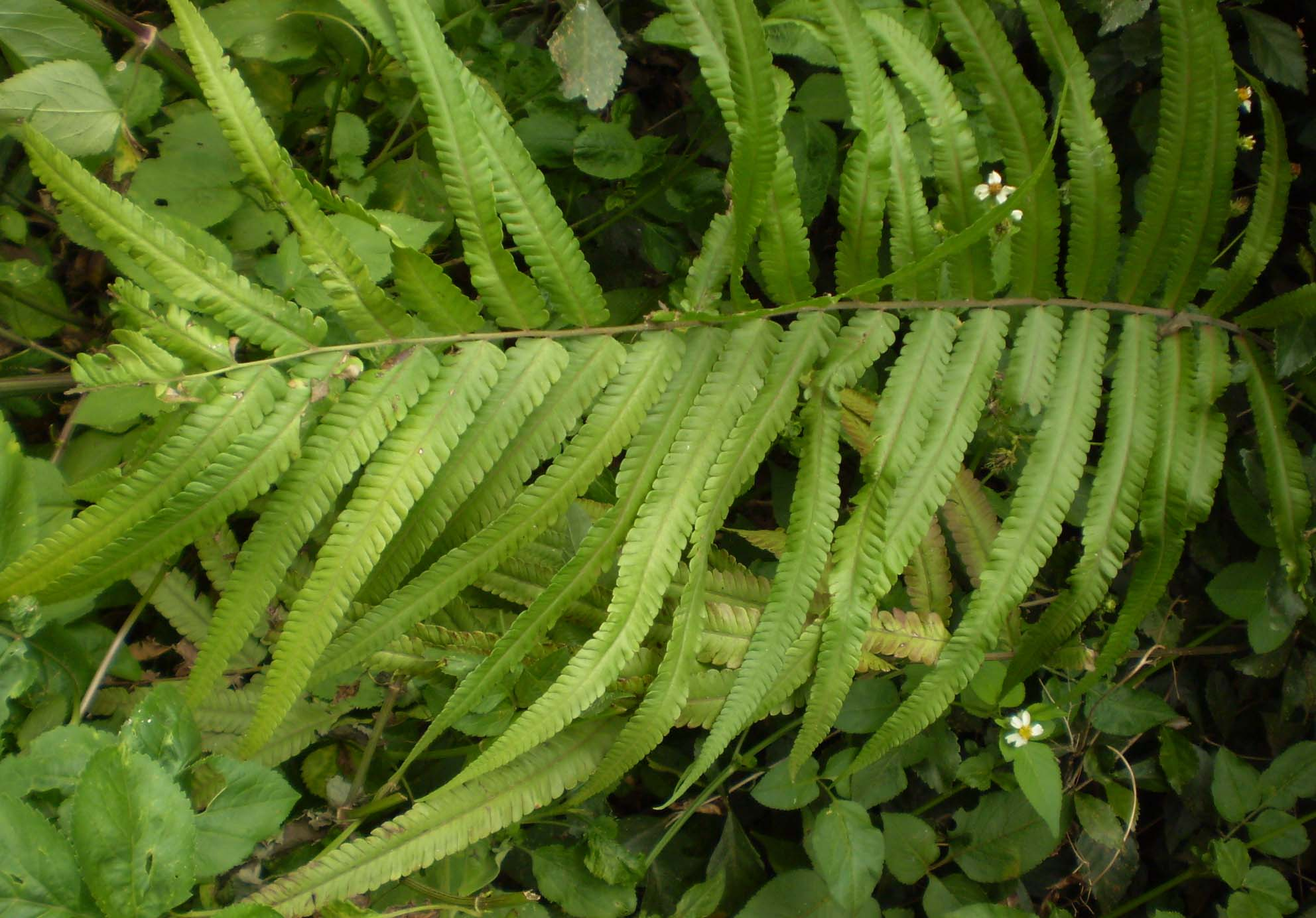
Lá.
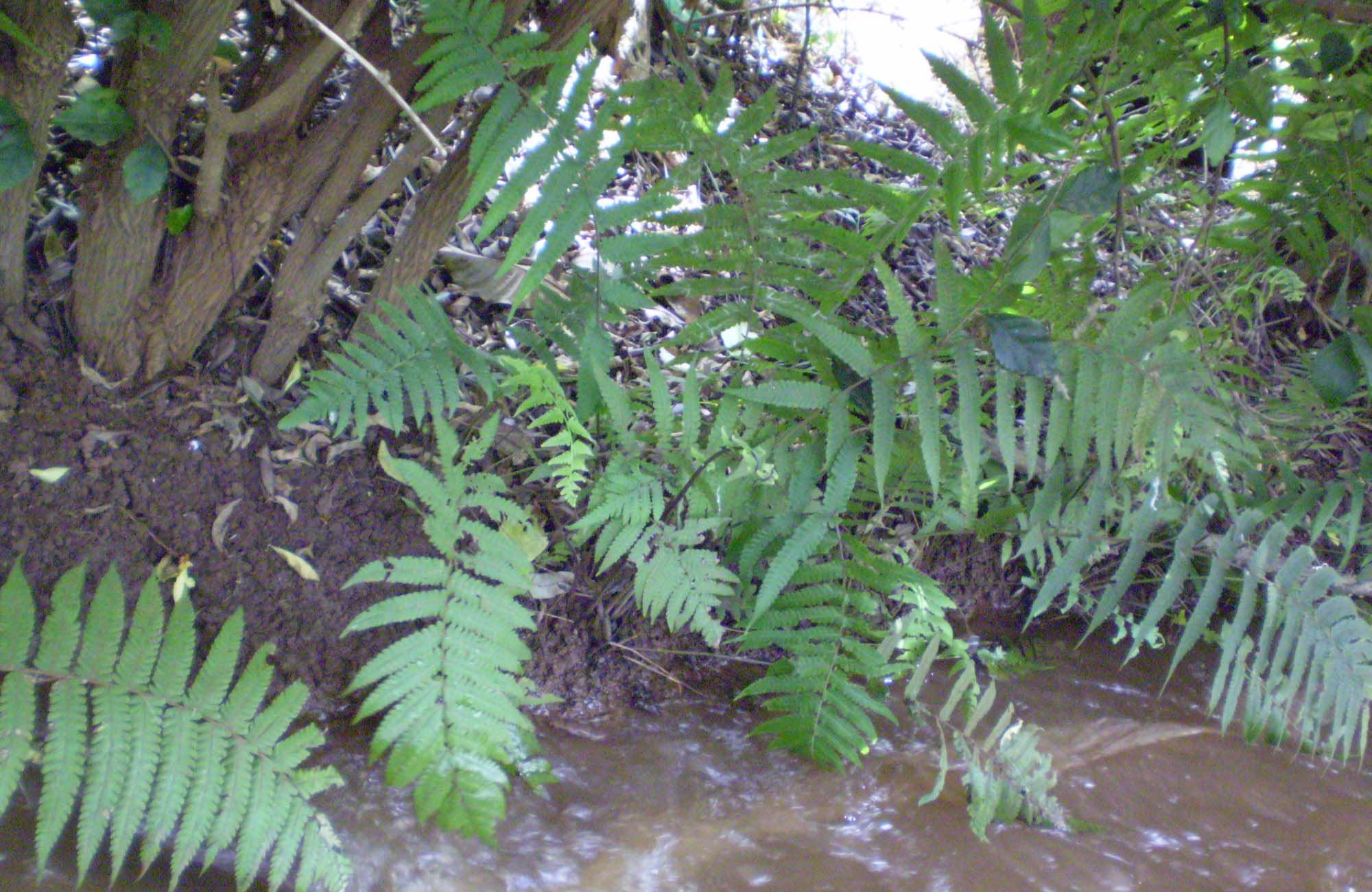
Cây dương xỉ tòa sen.